# Llavallol
Ciudad de Llavallol is een plaats in het Argentijnse bestuurlijke gebied Lomas de Zamora in de provincie Buenos Aires. De plaats telt 41.163 inwoners.